# Bittacus stigmaterus
Bittacus stigmaterus är en näbbsländeart som beskrevs av Thomas Say 1823. Bittacus stigmaterus ingår i släktet Bittacus och familjen styltsländor. Inga underarter finns listade i Catalogue of Life.